# وحید مقدسی

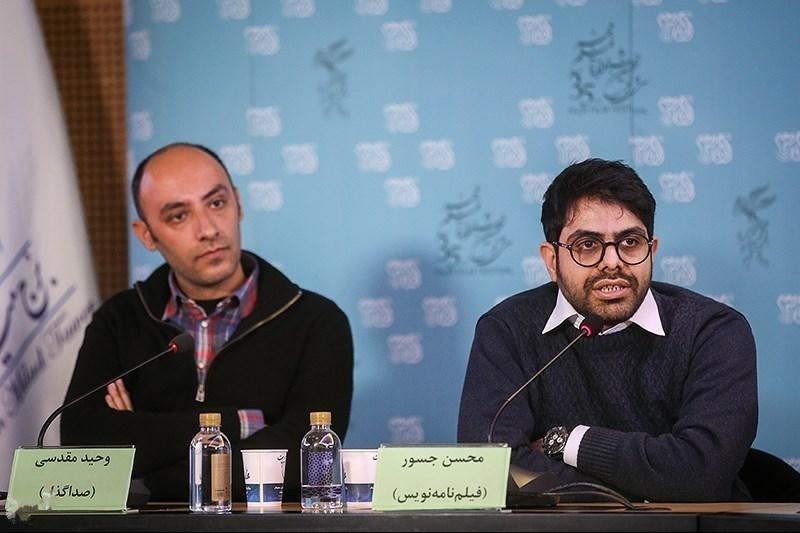
محسن جسور (راست)، وحید مقدسی (چپ) در نشست خبری فیلم چراغ‌های ناتمام در سی و پنجمین دوره جشنواره فیلم فجر

وحید مقدسی (متولد ۲۸ تیر ۱۳۶۲، تهران) صدابردار در سینمای ایران است.تحصیلکرده رشته الکترونیک و عضو انجمن صدابرداران سینمای ایران است. مقدسی  جوایزی از  جشنواره فیلم فجر و دیگر جشنواره‌ها برای صدا دریافت کرده‌است.اودر سال  ۱۳۸۱ با دستیاری فعالیت خود را در سینما آغاز کرد، و در سال۱۳۸۷ با فیلم سینمایی چاله به صورت مستقل صدابرداری را آغاز کرد.

## مدیر صدابرداری فیلم‌های سینمایی
1. ژن خوک (۱۳۹۷)
2. چراغ‌های ناتمام (۱۳۹۵)
3. دوئت (۱۳۹۴)
4. مرگ ماهی (۱۳۹۳)
5. دلتا ایکس (۱۳۹۳)
6. بهمن (۱۳۹۳)
7. تمشک(۱۳۹۲)
8. سرالقواریر محصول کشور عراق(۱۳۹۲)
9. شب، بیرون (۱۳۹۲)
10. ملبورن (۱۳۹۲)
11. دهلیز (۱۳۹۱)
12. زندگی مشترک آقای محمودی و بانو (۱۳۹۱)
13. فرشتگان قصاب (۱۳۹۱)
14. من از سپیده صبح بیزارم(۱۳۹۱)
15. گس(۱۳۹۱)
16. لرزانندهٔ چربی(۱۳۹۰)
17. گام‌های شیدایی(۱۳۹۰)
18. پذیرایی ساده (۱۳۹۰)
19. گیرنده (۱۳۹۰)
20. گلوگاه شیطان (۱۳۸۹)
21. سوگ(۱۳۸۹)
22. در انتظار معجزه(۱۳۸۸)
23. بیداری رویاها (۱۳۸۸)
24. چاله(۱۳۸۷)

## صداگذاری و میکس فیلم سینمایی
1. داکال (۱۳۹۳)
2. تردمیل (۱۳۹۴)

## دستیار صدابرداری فیلم‌های سینمایی
1. پسر آدم، دختر حوا (۱۳۸۷)
2. تاکسی نارنجی (۱۳۸۷)
3. ملک سلیمان (۱۳۸۷)
4. احضار شدگان (۱۳۸۶)
5. کلاهی برای باران (۱۳۸۵)

## جوایز
- برنده سیمرغ بلورین بهترین صدابرداری از بیست وهشتمین دوره جشنواره بین‌المللی فیلم فجر برای فیلم بیداری رویاها (محمد علی باشه آهنگر)
- برنده تندیس بهترین صدا از جشنواره فیلم کوتاه تهران برای صدابرداری فیلم داستانی کمی آنسوتر در سال ۱۳۹۱

## کاندید
- نامزد دریافت سیمرغ بلورین بهترین صدابرداری از سی ویکمین دوره جشنواره بین‌المللی فیلم فجر برای فیلم دهلیز (بهروز شعیبی)
- نامزد دریافت تندیس خانه سینما در سال ۱۳۹۳ برای صدابرداری فیلم پذیرایی ساده